# Ligue Ethias 2012-13
La Ligue Ethias 2012-13 fue la edición número 86 de la Ligue Ethias, la primera división del baloncesto profesional de Bélgica. Resultó campeón por decimocuarta vez en su historia el Telenet Oostende.

### Equipos 2012-2013 y localización
| Club                          | Ciudad    | Pabellón            | Capacidad |
| ----------------------------- | --------- | ------------------- | --------- |
| Belfius Mons-Hainaut          | Mons      | Mons.Arena          | 4000      |
| betFirst Liège                | Lieja     | Country Hall Ethias | 5000      |
| Crelan Okapi Aalstar          | Aalst     | Okapi Forum         | 2800      |
| Port of Antwerp Giants        | Amberes   | Lotto Arena         | 5218      |
| Proximus Spirou               | Charleroi | Spiroudome          | 6200      |
| Stella Artois Leuven Bears    | Leuven    | Sportoase           | 3400      |
| Telenet Oostende              | Ostend    | Sleuyter Arena      | 5000      |
| VOO Wolves Verviers-Pepinster | Verviers  | Halle du Paire      | 4000      |

## Temporada regular
| Pos | Equipo                 | PJ | G  | P  | PF   | PC   | Clasificación                      |
| --- | ---------------------- | -- | -- | -- | ---- | ---- | ---------------------------------- |
| 1   | Telenet Oostende       | 28 | 20 | 8  | 2227 | 2008 | Clasificados para semifinales      |
| 2   | Belgacom Spirou        | 28 | 19 | 9  | 2208 | 2074 | Clasificados para semifinales      |
| 3   | Belfius Mons-Hainaut   | 28 | 18 | 10 | 2178 | 2008 | Clasificados para cuartos de final |
| 4   | Generali Okapi Aalstar | 28 | 17 | 11 | 2341 | 2229 | Clasificados para cuartos de final |
| 5   | Port of Antwerp Giants | 28 | 17 | 11 | 2118 | 1996 | Clasificados para cuartos de final |
| 6   | Spotter Leuven         | 28 | 9  | 19 | 2116 | 2330 | Clasificados para cuartos de final |
| 7   | Belgacom Liège         | 28 | 8  | 20 | 2086 | 2226 |                                    |
| 8   | VVO Verviers-Pepinster | 28 | 4  | 24 | 1989 | 2422 |                                    |

## Playoffs
|  | Cuartos de final | Cuartos de final     | Cuartos de final |                      |   | Semifinales | Semifinales | Semifinales |  |   | Final       | Final | Final |  |
|  |                  |                      |                  |                      |   |             |             |             |  |   |             |       |       |  |
|  |                  |                      |                  |                      |   |             |             |             |  |   |             |       |       |  |
|  | 4                | Okapi Aalstar        | 2                |                      |   |             |             |             |  |   |             |       |       |  |
|  | 4                | Okapi Aalstar        | 2                |                      |   |             |             |             |  |   |             |       |       |  |
|  | 5                | Antwerp Giants       | 0                |                      |   |             |             |             |  |   |             |       |       |  |
|  | 5                | Antwerp Giants       | 0                |                      | 1 | BC Oostende | 3           |             |  |   |             |       |       |  |
|  |                  |                      |                  |                      | 1 | BC Oostende | 3           |             |  |   |             |       |       |  |
|  |                  |                      | 4                | Okapi Aalstar        | 1 |             |             |             |  |   |             |       |       |  |
|  | 3                | Belfius Mons-Hainaut | 4                | Okapi Aalstar        | 1 | 2           |             |             |  |   |             |       |       |  |
|  | 3                | Belfius Mons-Hainaut |                  |                      |   |             |             |             |  |   |             |       |       |  |
|  | 6                | Leuven Bears         | 0                |                      |   |             |             |             |  |   |             |       |       |  |
|  | 6                | Leuven Bears         | 0                |                      |   |             |             |             |  | 1 | BC Oostende | 3     |       |  |
|  |                  |                      |                  |                      |   |             |             |             |  | 1 | BC Oostende | 3     |       |  |
|  |                  |                      | 3                | Belfius Mons-Hainaut | 0 |             |             |             |  |   |             |       |       |  |
|  |                  |                      | 3                | Belfius Mons-Hainaut | 0 |             |             |             |  |   |             |       |       |  |
|  |                  |                      |                  |                      |   |             |             |             |  |   |             |       |       |  |
|  |                  |                      |                  |                      |   |             |             |             |  |   |             |       |       |  |
|  |                  | 2                    | Spirou Charleroi | 0                    |   |             |             |             |  |   |             |       |       |  |
|  |                  |                      |                  | 0                    |   |             |             |             |  |   |             |       |       |  |
|  |                  |                      | 3                | Belfius Mons-Hainaut | 3 |             |             |             |  |   |             |       |       |  |
|  |                  |                      | 3                | Belfius Mons-Hainaut | 3 |             |             |             |  |   |             |       |       |  |
|  |                  |                      |                  |                      |   |             |             |             |  |   |             |       |       |  |
|  |                  |                      |                  |                      |   |             |             |             |  |   |             |       |       |  |
|  |                  |                      |                  |                      |   |             |             |             |  |   |             |       |       |  |
|  |                  |                      |                  |                      |   |             |             |             |  |   |             |       |       |  |

## Galardones
| Premio                | Jugador      | Club                   | Enlace |
| --------------------- | ------------ | ---------------------- | ------ |
| MVP de la Liga        | Matt Lojeski | Telenet Oostende       | [ 1 ]  |
| Jugador más mejorado  | Jean Salumu  | Telenet Oostende       | [ 2 ]  |
| Jugador belga del año | Roel Moors   | Port of Antwerp Giants | [ 3 ]  |